# Ярослав Владимирович (князь псковский)
Ярослав Владимирович (ум. 1245) — князь Новоторжский, Псковский. Сын Владимира Мстиславича псковского, племянник Мстислава Удатного. Из смоленских Ростиславичей.

## Биографические данные
Ярослав Владимирович сыграл важную роль в попытках Пскова обособиться от Новгорода. Его отец, Владимир Мстиславич, пользовался поддержкой горожан, так как смог успешно лавировать между соперничающими соседними князьями и заручился союзническими контактами с крестоносцами, выдав за Теодориха Буксгевдена, брата рижского епископа Альберта, свою дочь и женив на немке своего сына Ярослава. Он и претендовал на псковский престол после смерти отца в 1227 г.
Еcли псковичи рассматривали союз с ливонцами как гарантию ненападения, те рассчитывали использовать родственные связи для проникновения в Псковскую землю. Уже в 1225 г. Теодорих завладел Медвежьей головой (Оденпе), а главой нового епископства с центром в Дорпате-Тарту-Юрьеве стал ещё один Буксгевден — Герман, ещё один брат Альберта Рижского и Теодориха. Новгород постарался использовать смерть Владимира, чтобы восстановить во Пскове своё влияние.
Конфликт между Новгородом и Псковом продолжался в 1228—1232 гг. Желание псковского боярства видеть князем Ярослава Владимировича не устраивало правившего в Новгороде тёзку из владимиро-суздальской династии Рюриковичей — Ярослава Всеволодовича (отца Александра Невского).
После заключения псковско-ливонского оборонительного договора отношения Пскова с Новгородом обострились и чуть было не перешли в открытое столкновение. Нашлись приверженцы линии на сближение с ливонцами и в самом Новгороде. Они действовали в союзе с Ярославом Владимировичем и псковичами.
Признание прав Ярослава Владимировича на псковский княжеский стол означало признание самостоятельности Псковского княжества. Поэтому владимиро-суздальская династия продолжала давление, в результате чего Ярослав Владимирович сдался и уступил место присланному из Новгорода наместнику Вячеславу, а сам вместе с оппозиционными новгородскими боярами бежал в Оденпе под крыло ливонских родственников.
Н. М. Карамзин считает, что письмо папы Григория IX, напечатанное в Райнальд. Annal. Eccl. под 1231 годом, было написано Ярославу; в этом письме папа, узнав от прусского епископа, что Ярослав желает присоединиться к латинской церкви, старался утвердить его в этом намерении.

### 1233—1239 годы
Когда в 1233 г. Ярослав попытался захватить Изборск («Сражение на Омовже»), он, вероятно, рассчитывал на поддержку и то, что Изборск откровет ему свои ворота как «законному князю». Однако вместе с русским князем пришли крестоносцы, а им сдаваться изборяне не захотели. Подошедшие из Пскова отряды, которыми командовал присланный из Новгорода новый наместник, князь Юрий Мстиславич, разбили интервентов и взяли в плен Ярослава Владимировича.
Победитель, Ярослав Всеволодович, отправил тёзку в собственную вотчину Переславль-Залесский и держал там до 1235 г.
В 1234 г. ливонцы совершили набег на Тесов, на который ответила, как сообщает летописец, «вся область Новгородская», включая и псковичей. В ответном походе в Дорпатское епископство русские сожгли монастырь Фолькенау, после чего епископ Герман Буксгевден заключил с Новгородом мирный договор на его условиях. Е. Л. Назарова предполагает, что одним из пунктов договора было обязательство рыцарей не поддерживать опальных русских бояр и князей, желавших вернуть себе политическую власть во Пскове и Новгороде.
В 1235 году Ярослава обменяли на захваченного ливонцами во время нападения на Тесов воеводу Кирилла Синкинича и к тому же заплатили выкуп. Но поскольку амбиции Ярослава Владимировича не остыли, епископ Герман обратил себе на пользу заключенный с Новгородом договор. Князю требовалась военная помощь, а в обмен на неё дорпатский епископ предложил ему вассальные отношения. Из одного ливонского документа 1248 г. явствует, что князь Ярослав передал свое наследственное владение — «королевство, называемое Плесков, дорпатской церкви». Этот акт выводил следующий поход рыцарей на Псков из категории военных завоеваний чужого в категорию выполнения обязательств сюзерена перед вассалом, попросившим помощи. Насильственная католизация псковичей при этом не предусматривалась. Более того: в сентябре 1236 г. псковский отряд из 200 человек даже участвовал вместе с крестоносцами в походе в Литву, закончившийся разгромом под Сауле 22.09.1236 г. Орден меченосцев фактически перестал существовать, а из псковичей вернулся домой каждый десятый.
В 1239 г. псковичей «избиша» литва «засадою». Историк Д. Г. Хрусталёв полагает, что это произошло во время рейда псковичей на литовцев, что дополнило ряд внешнеполитических неудач Пскова.

### Поход на Псков, 1240
В 1240 году Ярослав с немцами опять двинулся на Изборск. В сражении 16 сентября 1240 г. псковичи были разбиты, потеряв 600 (по данным Ливонской рифмованной хроники — 800) горожан вместе с воеводой Гаврилой Гориславичем. Затем ливонцы осадили Псков и после недельной осады вступили в город. Псковские летописи сообщают об этом кратко:
«Избиша Немци пскович под Изборском 600 муж, месяца сеньтября въ 16 день. И по семъ пришедшее Немцы и взяша град Псковъ, и седоша Немцы въ Пскове два лета».
Подробности захвата Изборска и участия в этом Ярослава Владимировича излагает Новгородская первая летопись. По её свидетельству, среди «немцев» были «медвежане, юрьевци, вельядци», то есть орденские рыцари из Вильянди (Феллина), и вассалы Дерптского епископа из Дерпта (Юрьева) и Оденпе (Медвежьей головы):
«Того же лета взяша Немци, медвежане, юрьевци, вельядци с княземь Ярославомь Володимиричемь Изборьско.
И приде весть въ Пльсковъ, яко взяша Немци Изборьскъ; и выидоша Пльсковичи вси, и бишася с ними, победиша я Немци. Ту же убиша Гаврила Горислалича воеводу; а пльсковичь гоняче, много побиша, а инехъ руками изъимаша.
И пригонивше подъ городъ, и зажгоша посадъ всь; и много зла бысть: и погореша церкы и честныя иконы и книгы и еуангелия; и много селъ попустиша около Пльскова.
И стояша подъ городомь неделю, но города не взяша; но дети поимаша у добрыхъ мужь в тали, и отъидоша прочее;
И тако быша безъ мира: бяху бо переветъ держаче с Немци Пльсковичи, и подъвели ихъ Твердило Иванковичь съ инеми, и самъ поча владети Пльсковомь с Немци, воюя села новгородьская;

А инии Пльсковичи вбежаша в Новъгородъ с женами и с детьми».
Таким образом, после захвата Изборска немцами Псков был обескровлен, за неполные пять лет потеряв почти тысячу мужчин боеспособного возраста. Однако на штурм немцы не решились и отступили, захватив заложников из числа детей «добрых муж». Именно это подтолкнуло псковичей к переговорам, которые вёл некий Твердило Иванкович с группой сторонников («с инеми») и «подвел» псковичей, сам начав «владеть» Псковом вместе с немцами. Его поступок не раз трактовался как «перевет» (измена): результат действий пронемецкой боярской партии или сторонников князя Ярослава Владимировича. Однако обращает на себя внимание, что главную роль на переговорах сыграло решение псковского короля Герпольта, который согласился передать город и земли Ордену.
Русско-немецкий историк П. П. Гёц считал, что этим именем обозначен Ярослав Владимирович, что подтверждает хранящийся в Стокгольмском государственном архиве акт от 8 февраля 1299 года, в состав которого входит дарственная от 3 октября 1248 года с упоминанием, что ранее «королевство, именуемое Псковским, было передано королем Гереславом, наследником этого королевства, Дерптскому епископу» («regni, quod Plescekowe nominatur, a rege Ghereslawo, eiusdem regni berede, supradictae ecclesiae Tharbatensi collati…»). Амман был уверен, что этот акт упоминает дарение, совершенное под стенами Пскова в 1240 г. Его гипотеза убедила многих советских историков, признавших, что Ярослав Владимирович «незадолго до своей смерти (около 1245 г.) действительно стал католиком» и передал права на Псков своему сюзерену — дерптскому епископу Герману, а ранее (в 1240 г.) ещё и Ордену. «Видимо, князь Ярослав-Герпольт Владимирович два раза за свою жизнь изменника предал и продал свою „отчину“ — Псковскую землю», — писали Клейненберг и Шаскольский.
Как будто факт дарения «псковской земли» Дерптскому епископству церкви налицо. Однако Е. Л. Назарова считает это вынужденным актом, подписанным под давлением епископа Германа в расплату за военную помощь и ещё до похода на Изборск и Псков, отчего предпринятый поход «должен был трактоваться не как вторжение в соседнее государство, с которым в 1234 г. был заключен мирный договор, а как введение войск сеньором во владения своего вассала с согласия последнего».
Д. Г. Хрусталёв отмечает, что акт дарения Пскова немцам не уцелел, как и грамота 1248 г., в которой он упоминается. Он всплывает спустя 50 лет, в 1299 году, и нельзя понять, был ли это письменный акт или устная договорённость. Поэтому допустима мысль, что автор ЛРХ «мог домыслить и сам факт передачи власти в Пскове русским князем Ордену, чтобы тем самым обосновать законность захвата города рыцарями». К тому же в грамоте о дарении псковских земель князь назван Ghereslawo [Ярослав], а в ЛРХ упомянут Gerpolt [Ярополк - сын]. Кроме того, Герпольт отмечен в ЛРХ как король (kunic), что слабо вяжется со статусом вассала Дерптского епископа.
Наконец, Ярослав не мог «оставить» «в руках немецких братьев» Псков, так как им не владел. Он имел условные права на этот престол, однако лишь с согласия псковского веча. Его отец Владимир как псковский князь мог иметь личные вотчины — ту же крепость Изборск и прилегающие земли, за которые мог бороться Ярослав.
Хотя князь Ярослав назван среди руководителей крестоносного войска на Изборск, затем он на несколько лет исчезает со страниц летописи. Е. Л. Назарова предполагает, что во время похода Ярослава Владимировича настигла весть об убийстве его второй жены сыном от первого брака, и «потрясенный этим князь Ярослав покинул со своей дружиной ливонское войско, поэтому его и не было при взятии Пскова».
Под 1243 г. летопись рассказывает о чуде на могиле жены князя Ярослава Владимировича, убитой пасынком в Медвежьей Голове (то есть,Оденпе) и похороненной во Пскове в монастыре св. Иоанна — усыпальнице псковских княгинь. Таким образом, Ярослав Владимирович доставил тело своей супруги во Псков.
Он последний раз упоминается в летописи как служилый новгородский князь, возглавляющий отряд новоторжцев под Торопцом при литовском нападении в 1245 г., что говорит о том, что он отошёл от своих немецких союзников и родичей, примирился с Александром Ярославичем Невским и обосновался где-то на Руси, возможно, в Торжке и Бежецке или Ржеве.

## Семья и дети
Первым браком был женат на немке, от которой, по мнению Е. Л. Назаровой, у князя был сын Ярополк. Он жил в Оденпе и получил ливонское католическое воспитание. После смерти первой жены Ярослав Владимирович женился вторично, очевидно, на дочери полоцкого князя Рогволода Борисовича Евфросинии (Евпраксии) Псковской († 8 мая 1243). Она была мученически убита пасынком, вероятно, сыном Ярослава от первого брака, и погребена в основанном ею псковском Иоанновском монастыре.
О причинах убийства можно лишь догадываться. Возможно, княгиня не скрывала отрицательного отношения к усилению ливонского присутствия в Псковской земле и тем самым оказывала нежелательное для дорпатцев влияние на Ярослава. Вряд ли княжича напрямую подбивали убить мачеху. Но ему могли внушать, например, что он более достоин быть псковским князем, чем Ярослав, а с появлением у его отца других сыновей он вообще может лишиться псковского наследства.
Дети:
- Сын Ярослава — Иван, удельный князь великолуцкий[5].
- Федор, князь Ржевский (В.Л.Янин писал: "следует коснуться вопроса о происхождении загадочного князя Федора Ржевского, упоминаемого в летописи под 1314-1315 гг. Надо полагать, что он принадлежал к потомству Владимира Мстиславича, у которого был сын Ярослав и не известный нам по имени внук... То же происхождение — от Владимира Мстиславича — имеет, по всей вероятности, еще один Ржевский — Иван, упомянутый под 1364 г. Если это так, то почитание Владимира Мстиславича и его жены Агриппины в Ржеве находит объяснение как родительский культ их потомков — князей Ржевских)[6].

## Образ в кино
- «Александр. Невская битва» (Россия) (2008), режиссёр Игорь Калёнов. В роли Ярослава Владимировича — Богдан Ступка